# Padre Jean
Padre Jean (ook Padrejean en Pedro Juan) (overleden 1679) leidde, in het jaar 1676, een slavenopstand in de buurt van Port de Paix, in het noorden van Saint-Domingue (thans Haïti). Hij was een slaaf in het bezit van een Spaans slaveneigenaar, die hij vermoordde, waarna hij en zijn volgelingen hun toevlucht zochten op La Tortue. Hij vestigde zich in Pointe Palmiste (ten oosten van Port de Paix) en organiseerde 25 slaven voor een opstand. Zij begonnen hun opstand in de buurt van Port Margot, doodden slavenhouders, trokken zich terug en gebruikten de bergen in de buurt als schuilplaats.
Padrejean werd in 1679, samen met een aantal van zijn medestrijders, gedood door piraten (Boucaniers), die hem hadden gevolgd naar zijn schuilplaats in de bergen. Deze opstand was een van de eerste die beschreven werd in Saint-Domingue. Vandaag de dag wordt Padrejean genoemd naast François Makandal en Dutty Boukman als een vroege strijder tegen de wreedheden van de door de Fransen opgelegde slavernij. (Padrejean kan om vele redenen niet worden vergeleken met Macandal. Of Boukman Dutty kan worden beschouwd als een "vroege strijder" tegen de Fransen is twijfelachtig omdat hij eigenlijk een wrede slaafopzichter was voordat hij in 1791 het voortouw nam.)